# ZNF193
La proteína 193 del dedo de zinc es una proteína que en humanos está codificada por el gen ZNF193. Su función principal es la unión al zinc y puede estar involucrada en la regulación de la transcripción.